# 1964 în film
- 1963 în cinematografie — 1964 în cinematografie — 1965 în cinematografie

## Filmele cu cele mai mari încasări
| #   | Titlu                                                                | Studio                  | Actori principali                                                                      | Încasări SUA |
| --- | -------------------------------------------------------------------- | ----------------------- | -------------------------------------------------------------------------------------- | ------------ |
| 1.  | Goldfinger*                                                          | United Artists          | Sean Connery, Gert Fröbe, Honor Blackman, Harold Sakata                                | $124.900.000 |
| 2.  | Mary Poppins*                                                        | Disney                  | Julie Andrews, Dick Van Dyke                                                           | $102,272,727 |
| 3.  | My Fair Lady*                                                        | Warner Bros.            | Audrey Hepburn, Rex Harrison                                                           | $72,000,000  |
| 4.  | The Carpetbaggers                                                    | Paramount               | George Peppard, Carroll Baker, Alan Ladd, Elizabeth Ashley                             | $28,409,547  |
| 5.  | From Russia with Love                                                | United Artists          | Sean Connery, Daniela Bianchi, Robert Shaw, Lotte Lenya                                | $24,796,765  |
| 6.  | A Fistful of Dollars                                                 | United Artists          | Clint Eastwood, Marianne Koch                                                          | $14,500,000  |
| 7.  | Father Goose                                                         | Universal International | Cary Grant, Leslie Caron                                                               | $12,500,000  |
| 8.  | A Shot in the Dark                                                   | United Artists          | Peter Sellers, Elke Sommer                                                             | $12,368,234  |
| 9.  | A Hard Day's Night                                                   | United Artists          | The Beatles                                                                            | $12,299,668  |
| 10. | The Night of the Iguana                                              | MGM                     | Richard Burton, Ava Gardner, Deborah Kerr                                              | $12,000,000  |
| 11. | What a Way to Go!                                                    | Fox                     | Shirley MacLaine, Paul Newman, Robert Mitchum, Dean Martin                             | $11,180,531  |
| 12. | The Unsinkable Molly Brown                                           | MGM                     | Debbie Reynolds, Harve Presnell, Ed Begley                                             | $11,070,559  |
| 13. | The Pink Panther                                                     | United Artists          | Peter Sellers, David Niven, Robert Wagner, Capucine                                    | $10,878,107  |
| 14. | Viva Las Vegas                                                       | MGM                     | Elvis Presley, Ann-Margret                                                             | $9,442,967   |
| 15. | Dr. Strangelove or: How I Learned to Stop Worrying and Love the Bomb | Columbia                | Peter Sellers, George C. Scott, Sterling Hayden, Keenan Wynn, Slim Pickens, Tracy Reed | $9,440,272   |
| 16. | Becket                                                               | Paramount               | Richard Burton, Peter O'Toole                                                          | $9,164,370   |
| 17. | Send Me No Flowers                                                   | Universal International | Rock Hudson, Doris Day                                                                 | $9,129,247   |
| 18. | Good Neighbor Sam                                                    | Columbia                | Jack Lemmon, Romy Schneider, Edward G. Robinson                                        | $9,072,726   |
| 19. | Zorba the Greek                                                      | Fox                     | Anthony Quinn, Alan Bates, Irene Papas                                                 | $9,000,000   |
| 20. | Sex and the Single Girl                                              | Warner Bros.            | Tony Curtis, Natalie Wood, Henry Fonda                                                 | $8,000,000   |
| 21. | Hush… Hush, Sweet Charlotte                                          | Fox                     | Joseph Cotten, Bette Davis, Olivia de Havilland                                        | $8,000,000   |
| 22. | Marnie                                                               | Universal International | Tippi Hedren, Sean Connery                                                             | $7,000,000   |
| 23. | Topkapi                                                              | United Artists          | Melina Mercouri, Peter Ustinov, Maximilian Schell                                      | $7,000,000   |
| 24. | Man's Favorite Sport?                                                | Universal International | Rock Hudson, Paula Prentiss, Maria Perschy                                             | $6,000,000   |
| 25. | Kiss Me, Stupid                                                      | Lopert                  | Dean Martin, Kim Novak                                                                 | $5,000,000   |

(*) După relansarea cinematografică

## Premii

### Oscar
- Cel mai bun film:
- Cel mai bun regizor:
- Cel mai bun actor:
- Cea mai bună actriță:
- Cel mai bun film străin:

Articol detaliat: Oscar 1964

### BAFTA
- Cel mai bun film:
- Cel mai bun actor:
- Cea mai bună actriță:
- Cel mai bun film străin: